# USS Neosho (1863)
USS Neosho – amerykański monitor rzeczny z okresu wojny secesyjnej. Okręt wszedł w skład United States Navy w 1863 roku, walczył w ramach sił Unii w składzie Eskadry Rzeki Missisipi, w rejonie rzeki Missisipi. Wycofany ze służby w 1865 roku. Okręt nazwano imieniem rzeki Neosho. W 1865 roku imię okrętu zmieniono na „Vixen”, w 1869 roku na „Osceola”. Był to jeden z dwóch opancerzonych tylnokołowców służących w US Navy, obok bliźniaczego „Osage”.

## Projekt i budowa
Projekt dwóch małych monitorów rzecznych dla US Navy „Osage” i „Neosho”, został ostatecznie dopracowany w 1862 roku. Okręty o drewnianym kadłubie, opancerzone płytami żelaznymi, miały być wyposażone w jedną wieżę uzbrojoną w dwa 11-calowe (279 mm) gładkolufowe działa Dahlgrena. Najlepiej chroniona przed wrogim ostrzałem była wieża, której grubość pancerza wynosiła 152 mm. Okręt napędzany był przez dwucylindrowy silnik parowy, dla którego parę wytwarzały 4 kotły. Silnik napędzał koło napędowe umieszczone w tylnej części kadłuba. Do konstrukcji osłaniającej koło napędowe przylegała niewielka nadbudówka, na której znajdował się mostek. Relatywnie niewielkie rozmiary okrętu i jego lekkie opancerzenie, powodowały, że charakteryzował się on niewielkim zanurzeniem, co w połączeniu z napędem tylnokołowym powodowało, że okręt był dobrze przygotowany do służby na płytkich wodach rzek. 
Wodowanie okrętu nastąpiło 18 lutego 1863 roku w stoczni Union Iron Works w Carondelet (obecnie część Saint Louis). Po zwodowaniu okazało się, że okręt ma mniejszą wyporność niż zakładano, w związku z czym możliwe było dodanie dodatkowego opancerzenia. Wejście do służby miało miejsce 13 maja 1863 roku w Cairo w stanie Illinois.

## Służba

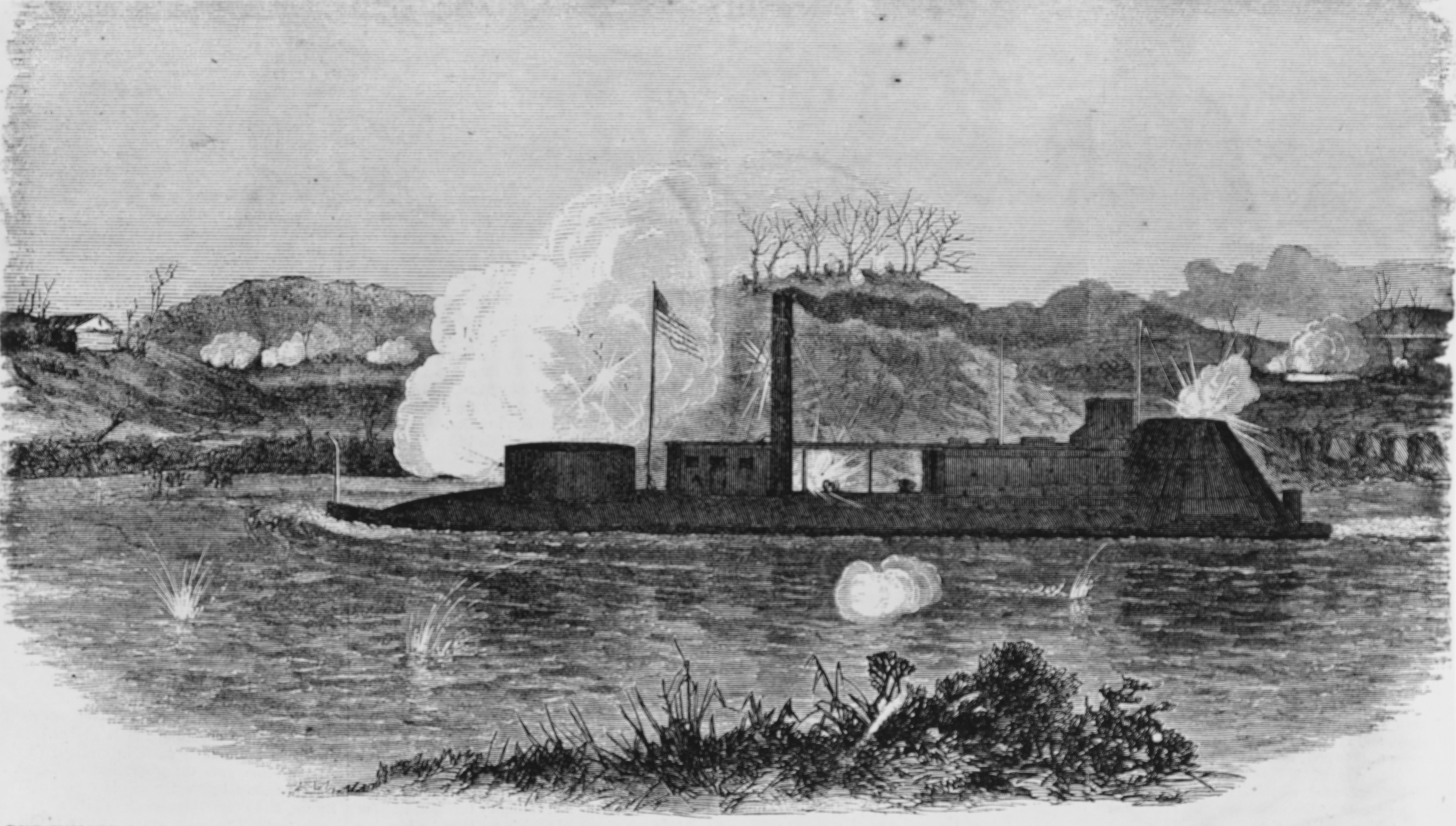
USS „Neosho” w walce z lądową konfederacką baterią artylerii, 8 grudnia 1863.

Po wejściu do służby okręt został ostatecznie wykończony 1 lipca 1863 roku. 6 sierpnia dotarł do Vicksburga, miasta, które po oblężeniu kończącym kampanię na Missisipi, znajdowało się od miesiąca w rękach wojsk Unii. Głównym zadaniem „Neosho” w tym czasie było zapewnienie bezpieczeństwa żeglugi i przeciwdziałanie atakom resztek wojsk konfederackich w tym rejonie. Podczas jednego z patroli na Missisipi, 8 grudnia 1863 roku, okręt ruszył na pomoc statkowi handlowemu „Henry Von Phul”, zaatakowanemu przez lądową baterię konfederatów. Pomiędzy 12 marca a 22 maja 1864 roku, wraz z innymi okrętami, uczestniczył w ekspedycji na Red River admirała Davida Dixona Portera.
„Neosho” został wycofany ze służby 23 lipca 1865 roku w Mound City. 15 czerwca 1869 roku okrętowi nadano imię „Vixen”. 2 sierpnia imię zmieniono na „Osceola”. Okręt został sprzedany 17 sierpnia 1873 roku.